# Вудлон (округ Керрол, Вірджинія)
Вудлон (англ. Woodlawn) — переписна місцевість (CDP) в США, в окрузі Керролл штату Вірджинія. Населення — 2045 осіб (2020).

## Географія
Вудлон розташований за координатами 36°44′20″ пн. ш. 80°48′34″ зх. д. / 36.73889° пн. ш. 80.80944° зх. д. (36.738767, -80.809459).  За даними Бюро перепису населення США в 2010 році переписна місцевість мала площу 50,49 км², з яких 50,35 км² — суходіл та 0,13 км² — водойми.

## Демографія
Згідно з переписом 2010 року, у селищі мешкали 2343 особи в 908 домогосподарствах у складі 613 родин. Густота населення становила 46 осіб/км².  Було 1017 помешкань (20/км²).
Расовий склад населення:
| - 97,3 % — білих - 0,6 % — чорних або афроамериканців - 0,3 % — корінних американців - 1,2 % — осіб інших рас |

До двох чи більше рас належало 0,7 %. Частка іспаномовних становила 2,1 % від усіх жителів.
За віковим діапазоном населення розподілялося таким чином: 19,3 % — особи молодші 18 років, 62,7 % — особи у віці 18—64 років, 18,0 % — особи у віці 65 років та старші. Медіана віку мешканця становила 44,8 року. На 100 осіб жіночої статі у селищі припадало 101,6 чоловіків;  на 100 жінок у віці від 18 років та старших — 102,9 чоловіків також старших 18 років.
Середній дохід на одне домашнє господарство  становив 54 430 доларів США (медіана — 46 250), а середній дохід на одну сім'ю — 67 282 долари (медіана — 60 982). За межею бідності перебувало 9,0 % осіб, у тому числі 16,7 % дітей у віці до 18 років та 0,4 % осіб у віці 65 років та старших.
Цивільне працевлаштоване населення становило 1313 особи. Основні галузі зайнятості: освіта, охорона здоров'я та соціальна допомога — 24,4 %, виробництво — 18,1 %, роздрібна торгівля — 9,8 %, мистецтво, розваги та відпочинок — 8,4 %.